# Commewijne (distrikt)

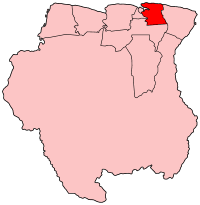
Distriktets läge.

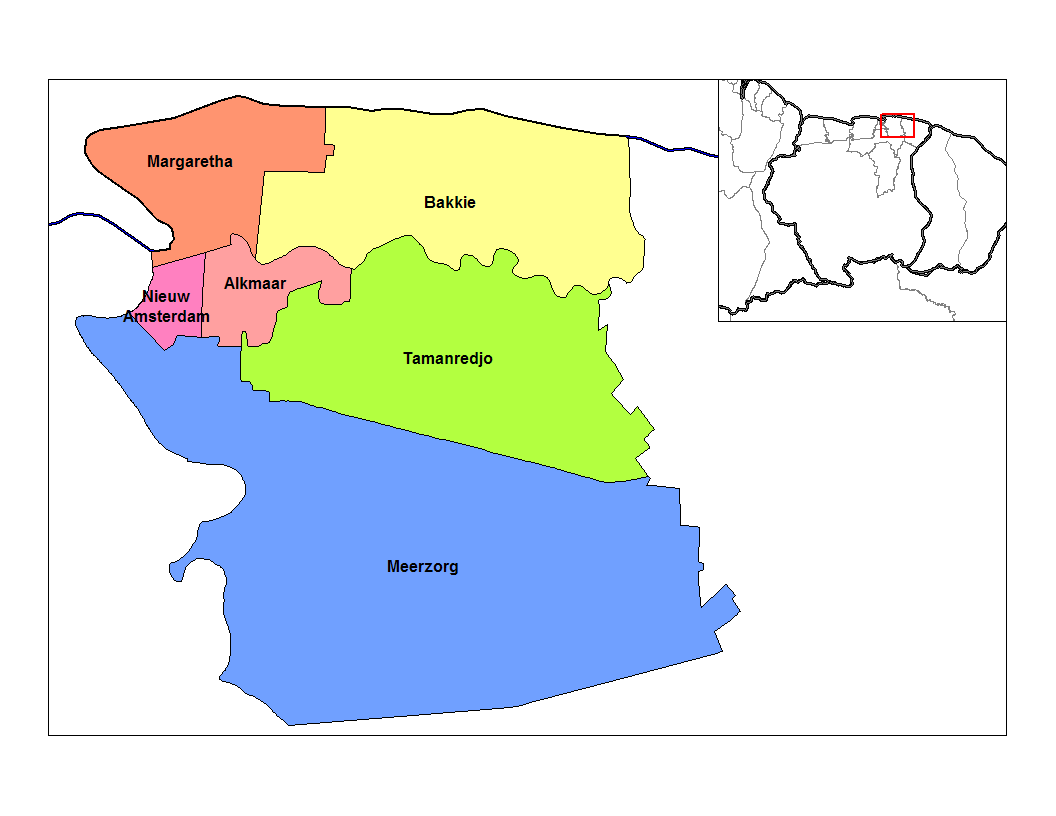
Distriktets ressorten.

Distriktet Commewijne är ett av Surinams 10  distrikt.

## Geografi
Distriktet ligger i landets norra del, området har en yta på cirka 2 353 km² med cirka 24 600 invånare. Befolkningstätheten är 10 invånare / km².
Huvudorten är Nieuw Amsterdam med cirka 4 500 invånare.

## Förvaltning
Distriktet har ordningsnummer 2 och förvaltas av en distriktkommissarie (Districtscommissaris), ISO 3166-2-koden är "SR-CM".
Distriktet är underdelad i 6 ressorten (kommuner):
- Alkmaar
- Bakkie
- Johan & Margaretha
- Meerzorg
- Nieuw-Amsterdam
- Tamanredjo